# Trofeo Ciudad del Mantecado
El Trofeo Ciudad del Mantecado es un torneo de verano de fútbol que se realiza en la localidad sevillana de Estepa en Andalucía (España). Se inició en año  1973 y se ha mantenido activo anualmente a excepción de los años 2016, 2017, 2020 y 2021 (que no se disputó debido a problemas económicos del club organizador en las dos primeras ocasiones y por motivo de la pandemia mundial en las dos siguientes).
El trofeo se disputa a principio de temporada, generalmente a mediados de agosto. Normalmente es el primer partido que disputa el Estepa Industrial C.D. en casa de la temporada. 

## Sistema de competición
El formato actual de competición es de forma de triangular (donde el club local juega el primer y el segundo encuentro). Aunque el formato ha variado con el paso de los años. En sus inicios se disputaba con formato triangular pero con el club local automáticamente clasificado para la final y posteriormente pasó a jugarse mediante semifinales y final.

## Participantes

### Por ediciones
Nota: en negrita equipos vencedores del torneo en cada edición.
| Edición        | Año         | Participantes                                  | Participantes                                  | Participantes                                    | Participantes                                  |
| -------------- | ----------- | ---------------------------------------------- | ---------------------------------------------- | ------------------------------------------------ | ---------------------------------------------- |
| I (1.ª)        | 1973        | Estepa Industrial                              | Real Betis Balompié (Juvenil)                  | Córdoba Club de Fútbol (Juvenil)                 | -                                              |
| II (2.ª)       | 1974        | Estepa Industrial                              | Sevilla Atlético Club (Juvenil)                | Atlético Puente Genil (Juvenil)                  | -                                              |
| III (3.ª)      | 1975        | Estepa Industrial                              | Sevilla Atlético Club (Juvenil)                | Córdoba Club de Fútbol (Juvenil)                 | -                                              |
| IV (4.ª)       | 1976        | Estepa Industrial                              | Real Betis Balompié (Juvenil)                  | Club Deportivo Antequerano (Juvenil)             | -                                              |
| V (5.ª)        | 1977        | Estepa Industrial                              | Club Atlético Malagueño (Juvenil)              | Granada Club de Fútbol (Juvenil)                 | -                                              |
| VI (6.ª)       | 1978        | Estepa Industrial                              | Córdoba Club de Fútbol (Juvenil)               | ¿?                                               | ¿?                                             |
| VII (7.ª)      | 1979        | Estepa Industrial                              | Sevilla Atlético Club (Juvenil)                | Club Deportivo Málaga (Juvenil)                  | Córdoba Club de Fútbol (Juvenil)               |
| VIII (8.ª)     | 1980        | Estepa Industrial                              | Sevilla Atlético Club (Juvenil)                | Real Club Recreativo de Huelva (Juvenil)         | Granada Club de Fútbol (Juvenil)               |
| IX (9.ª)       | 1981        | Estepa Industrial                              | Real Betis Balompié (Juvenil)                  | Córdoba Club de Fútbol (Juvenil)                 | Cádiz Club de Fútbol (Juvenil)                 |
| X (10.ª)       | 1982        | Estepa Industrial                              | Sevilla Atlético Club (Juvenil)                | Club Deportivo Málaga (Juvenil)                  | Granada Club de Fútbol (Juvenil)               |
| XI (11.ª)      | 1983        | Estepa Industrial                              | Real Betis Balompié (Juvenil)                  | Cádiz Club de Fútbol (Juvenil)                   | Club Deportivo Antequerano (Juvenil)           |
| XII (12.ª)     | 1984        | Estepa Industrial                              | Sevilla Atlético Club (Juvenil)                | Real Club Recreativo de Huelva (Juvenil)         | Córdoba Club de Fútbol (Juvenil)               |
| XIII (13.ª)    | 1985        | Estepa Industrial                              | Real Betis Balompié (Juvenil)                  | Club Deportivo Málaga (Juvenil)                  | Xerez Club Deportivo (Juvenil)                 |
| XIV (14.ª)     | 1986        | Estepa Industrial                              | Sevilla Fútbol Club (Juvenil)                  | Real Madrid Club de Fútbol (Juvenil)             | -                                              |
| XV (15.ª)      | 1987        | Estepa Industrial                              | Real Betis Balompié (Juvenil)                  | Real Madrid Club de Fútbol                       | -                                              |
| XVI (16.ª)     | 1988        | Estepa Industrial                              | Real Madrid Club de Fútbol (Juvenil)           | Sporting Clube de Portugal (Juvenil)             | -                                              |
| XVII (17.ª)    | 1989        | Estepa Industrial                              | Sevilla Fútbol Club (Juvenil)                  | Club Atlético de Madrid (Juvenil)                | -                                              |
| XVIII (18.ª)   | 1990        | Estepa Industrial                              | Real Club Recreativo de Huelva (Juvenil)       | Club Atlético Malagueño (Juvenil)                | -                                              |
| XIX (19.ª)     | 1991        | Estepa Industrial                              | Sevilla Fútbol Club (Juvenil)                  | Club Atlético Malagueño (Juvenil)                | -                                              |
| XX (20.ª)      | 1992        | Estepa Industrial                              | Real Betis Balompié (Juvenil)                  | Cádiz Club de Fútbol (Juvenil)                   | -                                              |
| XXI (21.ª)     | 1993        | Estepa Industrial                              | Sevilla Fútbol Club (Juvenil)                  | Real Madrid Club de Fútbol (Juvenil)             | -                                              |
| XXII (22.ª)    | 1994        | Estepa Industrial                              | Sevilla Fútbol Club (Juvenil)                  | Cádiz Club de Fútbol (Juvenil)                   | -                                              |
| XXIII (23.ª)   | 1995        | Estepa Industrial                              | Real Betis Balompié (Juvenil)                  | Real Madrid Club de Fútbol (Juvenil)             | -                                              |
| XXIV (24.ª)    | 1996        | Estepa Industrial                              | Sevilla Fútbol Club (Juvenil)                  | Club Atlético de Madrid (Juvenil)                | -                                              |
| XXV (25.ª)     | 1997        | Estepa Industrial                              | Real Betis Balompié (Juvenil)                  | Córdoba Club de Fútbol (Juvenil)                 | -                                              |
| XXVI (26.ª)    | 1998        | Estepa Industrial                              | Real Betis Balompié (Juvenil)                  | Real Club Recreativo de Huelva (Juvenil)         | -                                              |
| XXVII (27.ª)   | 1999        | Estepa Industrial                              | Sevilla Fútbol Club (Juvenil)                  | Málaga Club de Fútbol (Juvenil)                  | -                                              |
| XXVII (28.ª)   | 2000        | Estepa Industrial                              | Real Betis Balompié (Juvenil)                  | Málaga Club de Fútbol (Juvenil)                  | -                                              |
| XXIX (29.ª)    | 2001        | Estepa Industrial                              | Sevilla Fútbol Club "B" (2.ª División B)       | Écija Balompié (2.ª División B)                  | -                                              |
| XXX (30.ª)     | 2002        | Estepa Industrial                              | Real Betis Balompié "B" (2.ª División B)       | Écija Balompié (2.ª División B)                  | -                                              |
| XXXI (31.ª)    | 2003        | Estepa Industrial                              | Real Betis Balompié "B" (2.ª División B)       | Écija Balompié (2.ª División B)                  | Antequera Club de Fútbol (3.ª División)        |
| XXXII (32.ª)   | 2004        | Estepa Industrial                              | Écija Balompié (2.ª División B)                | Real Betis Balompié "B" (3.ª División)           | -                                              |
| XXXIII (33.ª)  | 2005        | Estepa Industrial                              | Real Betis Balompié "B" (3.ª División)         | Córdoba Club de Fútbol "B" (3.ª División)        | -                                              |
| XXXIV (34.ª)   | 2006        | Estepa Industrial                              | Sevilla Fútbol Club "B" (2.ª División B)       | Écija Balompié (2.ª División B)                  | -                                              |
| XXXV (35.ª)    | 2007        | Estepa Industrial                              | Real Betis Balompié (Juvenil)                  | Córdoba Club de Fútbol (Juvenil)                 | -                                              |
| XXXVI (36.ª)   | 2008        | Estepa Industrial                              | Sevilla Fútbol Club (Juvenil)                  | Club Deportivo Ronda (3.ª División)              | -                                              |
| XXXVII (37.ª)  | 2009        | Estepa Industrial                              | Real Betis Balompié (Juvenil)                  | Málaga Club de Fútbol (Juvenil)                  | -                                              |
| XXXVIII (38.ª) | 2010        | Estepa Industrial                              | Real Betis Balompié C (Juvenil)                | Real Club Recreativo de Huelva B (3.ª División)  | -                                              |
| XXXIX (39.ª)   | 2011        | Estepa Industrial                              | Unión Deportiva Marinaleda (3.ª División)      | Real Betis Balompié (Juvenil)                    | -                                              |
| XL (40.ª)      | 2012        | Estepa Industrial                              | Real Betis Balompié (Juvenil)                  | Séneca Club de Fútbol (Juvenil)                  | -                                              |
| XLI (41.ª)     | 2013        | Estepa Industrial                              | Real Betis Balompié (Juvenil)                  | Málaga Club de Fútbol (Juvenil)                  | -                                              |
| XLII (42.ª)    | 2014        | Estepa Industrial                              | Fútbol Club Aguilarense (Primera Provincial)   | Unión Deportiva Humilladero (Primera Provincial) | -                                              |
| XLIII (43.ª)   | 2015        | Estepa Industrial                              | Club Deportivo Pedrera (Primera Andaluza)      | Málaga Club de Fútbol (Juvenil)                  | -                                              |
| 2016 - 2017    | 2016 - 2017 | No se celebró por problemas económicos         | No se celebró por problemas económicos         | No se celebró por problemas económicos           | No se celebró por problemas económicos         |
| XLIV (44.ª)    | 2018        | Estepa Industrial                              | Real Betis Balompié (Juvenil)                  | Club Atlético de Madrid (Juvenil)                | -                                              |
| XLV (45.ª)     | 2019        | Estepa Industrial                              | Sevilla Fútbol Club (Juvenil)                  | Granada Club de Fútbol (Juvenil)                 | -                                              |
| 2020 - 2021    | 2020 - 2021 | No se celebró debido a la Pandemia de COVID-19 | No se celebró debido a la Pandemia de COVID-19 | No se celebró debido a la Pandemia de COVID-19   | No se celebró debido a la Pandemia de COVID-19 |
| XLVI (46.ª)    | 2022        | Estepa Industrial                              | Real Betis Balompié (Juvenil)                  | Sevilla Fútbol Club (Juvenil)                    | Málaga Club de Fútbol (Juvenil)                |
| XLVII (47.ª)   | 2023        | Estepa Industrial                              | Real Betis Balompié (Juvenil)                  | Cádiz Club de Fútbol (Juvenil)                   | -                                              |
| XLVIII (48.ª)  | 2024        | Estepa Industrial                              | Cádiz Club de Fútbol (Juvenil)                 | Sevilla Fútbol Club (Juvenil)                    | -                                              |
| XLIX (49.ª)    | 2025        | Estepa Industrial                              | Real Betis Balompié (Juvenil)                  | Granada Club de Fútbol (Juvenil)                 | -                                              |

### Por club
| Club                           | Participaciones |
| Estepa Industrial C.D.         | 49              |
| Real Betis Balompié            | 23              |
| Sevilla Fútbol Club            | 18              |
| Málaga Club de Fútbol          | 12              |
| Córdoba Club de Fútbol         | 7               |
| Cádiz Club de Fútbol           | 6               |
| Real Club Recreativo de Huelva | 5               |
| Écija Balompié                 | 5               |
| Granada Club de Fútbol         | 5               |
| Real Madrid Club de Fútbol     | 5               |
| Atlético de Madrid             | 3               |
| Club Deportivo Antequerano     | 2               |
| Atlético Puente Genil          | 1               |
| Xerez Club Deportivo           | 1               |
| Sporting Clube de Portugal     | 1               |
| Club Deportivo Ronda           | 1               |
| Unión Deportiva Marinaleda     | 1               |
| Séneca Club de Fútbol          | 1               |
| Fútbol Club Aguilarense        | 1               |
| Unión Deportiva Humilladero    | 1               |
| Club Deportivo Pedrera         | 1               |

## Curiosidades
Dada la condición juvenil que ostentan la mayoría de los equipos participantes durante la historia del Trofeo, por el campo municipal José Antonio Caro Martínez han pasado jugadores que posteriormente han disputado partidos en categoría profesional en los clubes con los cuales vinieron o en otros de la Primera División. Algunos de ellos pueden ser:
- Rafael Gordillo, Juan Ureña, Nacho Conte, José Ramón González Romo, Joaquín Sánchez, Dani Martín Alexandre o Melli por el Real Betis Balompié
- Ricardo Serna Orozco, Abel Gómez Moreno, Jesuli o Lauren Bisan-Etame por el Sevilla Fútbol Club
- Basti por el Málaga Club de Fútbol
- Alfonso Pérez o Tote por el Real Madrid Club de Fútbol
- Luís Figo por el Sporting Clube de Portugal (aunque no llegó a jugar debido a una lesión)

También han visitado Estepa entrenadores de la talla de Luis del Sol, José Ramón Esnaola o Manolo Cardo y colegiados como José Japón Sevilla o Luis Medina Cantalejo.